# Wimbledon Championships 2013/Herrendoppel-Rollstuhl
Das Herrendoppel (Rollstuhl) der Wimbledon Championships 2013 war ein Rollstuhltenniswettbewerb in London und fand vom 5. bis zum 7. Juli statt.
Titelverteidiger waren Tom Egberink und Michaël Jeremiasz.

## Setzliste
| Nr. | Paarung                        | Erreichte Runde |
| --- | ------------------------------ | --------------- |
| 01. | Stéphane Houdet Shingo Kunieda | Sieg            |
| 02. | Frédéric Cattaneo Ronald Vink  | Finale          |

## Ergebnisse
Zeichenerklärung
- Q = Qualifikant
- WC = Wildcard
- LL = Lucky Loser
- ITF = qualifiziert über ITF-Ranking
- ALT = alternate (Ersatz)
- PR = Protected Ranking
- SE = Special Exempt
- r = retired (Aufgabe)
- d = Disqualifikation
- w.o. = walkover
- [ ] = Match-Tie-Break

|  | Halbfinale | Halbfinale                     | Halbfinale                    | Halbfinale | Halbfinale                     |                                |   | Finale | Finale | Finale | Finale | Finale |
|  |            |                                |                               |            |                                |                                |   |        |        |        |        |        |
|  | 1          | Stéphane Houdet Shingo Kunieda | 6                             | 6          |                                |                                |   |        |        |        |        |        |
|  |            | Gordon Reid Maikel Scheffers   | 3                             | 3          |                                |                                |   |        |        |        |        |        |
|  | 1          | Gordon Reid Maikel Scheffers   | 3                             | 3          | Stéphane Houdet Shingo Kunieda | 6                              | 6 |        |        |        |        |        |
|  | 1          |                                |                               |            |                                |                                | 6 |        |        |        |        |        |
|  |            | 2                              | Frédéric Cattaneo Ronald Vink | 4          | 2                              |                                |   |        |        |        |        |        |
|  |            | 2                              | Frédéric Cattaneo Ronald Vink | 4          | 2                              | Tom Egberink Michaël Jeremiasz | 4 | 6      | 4      |        |        |        |
|  |            |                                |                               |            |                                | Tom Egberink Michaël Jeremiasz | 4 | 6      | 4      |        |        |        |
|  | 2          | Frédéric Cattaneo Ronald Vink  | 6                             | 4          | 6                              |                                |   |        |        |        |        |        |
|  | 2          | Frédéric Cattaneo Ronald Vink  | 6                             | 4          | 6                              | Spiel um Platz 3               |   |        |        |        |        |        |
|  |            |                                |                               |            |                                |                                |   |        |        |        |        |        |
|  |            | Gordon Reid Maikel Scheffers   | 4                             | 3          |                                |                                |   |        |        |        |        |        |
|  |            | Tom Egberink Michaël Jeremiasz | 6                             | 6          |                                |                                |   |        |        |        |        |        |